# 阿尔维蒂什
阿尔维蒂什是葡萄牙布拉干萨区的一个堂区。总面积17.81平方公里，总人口282人，人口密度15.8人/平方公里。